# M/T Prizna
M/T Prizna je bio trajekt za lokalne linije u sastavu flote hrvatskog brodara Jadrolinije.

Izgrađen je 1970. u Švedskoj za švedskog naručitelja.
 
Jadrolinija ga je kupila 1991. (bio je zadnji trajekt koji je Jadrolinija kupila za vrijeme Jugoslavije) i stavila na liniju Prizna-Žigljen. Tu liniju je održavao jedno vrijeme zajedno sa svojim blizancem, trajektom M/T Žigljen.
 
Za Jadroliniju je plovio u razdoblju od 1993. godine do 2023. godine.

2023. godine, trajekt je prodan u Crnu Goru, preimenovan u Trideseti Avgust i trenutno održava liniju Zelenika, Kamenari - Lepetane pod zastavom Crne Gore.
M/T Prizna kapaciteta je 300 osoba i 60 vozila.